# Staurotheca undosiparietina
Staurotheca undosiparietina is een hydroïdpoliep uit de familie Sertulariidae. De poliep komt uit het geslacht Staurotheca. Staurotheca undosiparietina werd in 1979 voor het eerst wetenschappelijk beschreven door Stepanjants. 